# Вавунія (аеропорт)
Аеропорт Вавунія (там. வவுனியா விமான நிலையம், трансліт. Vavuṉiyā Vimāṉa Nilaiyam; синг. වවුනියාව ගුවන්තොටුපළ, трансліт. Vavuniyāva Guvantoṭupaḷa) (ICAO: VCCV) - база військово-повітряних сил і внутрішній аеропорт у Вавунії на півночі Шрі-Ланки. Розташований приблизно в 1,4 км на південь від центру Вавунії, аеропорт також відомий під назвою SLAF Vavuniya. Спочатку побудований ВПС Великої Британії під час Другої світової війни, він був перейнятий авіаційними силами Шрі-Ланки в 1978 році.

## Історія
Під час Другої світової війни британська королівська авіація побудувала аеродром у Вавунії на півночі Цейлону. Ряд ракетних ескадридів (17, 22, 47, 60, 89, 132, 176, 217) та інших підрозділів були розміщені в аеродромі під час та одразу після війни. Аеродром також використовував армійським флотом.
1 серпня 1978 року аеродром перемістився на місце військово-повітряних сил Шрі-Ланки. Аеродром став однією з повітряних баз авіації. Аеропорт є частиною великого військового комплексу в місті Вавунія, що включає штаб-квартиру силових структур - Wanni.

## Авіалінії та напрямки на листопад 2018
| Авіакомпанія                          | Пункт призначення            |
| ------------------------------------- | ---------------------------- |
| FitsAir                               | Чартер: Коломбо-Ратмалана    |
| Helitours                             | Чартер: Коломбо-Ратмалана    |
| SriLankan Airlines керує Cinnamon Air | Чартер: Коломбо-Бандаранайке |